# Pretendenti al trono di Francia
Il 2 agosto 1830, re Carlo X abdicò e da allora il trono di Francia è principalmente disputato fra tre case dinastiche, ognuna coi suoi pretendenti:
- i Borbone di Spagna
- i Borbone-Orléans (riconosciuti dall'ultimo erede di Carlo X, Enrico di Borbone-Francia)
- i Bonaparte

## Pretendenti realisti ai troni di Francia e Navarra

### Dalla Prima Repubblica alla Restaurazione (1792-1814)
| Nome                                             | Ritratto | Nascita          | Regno           | Regno                                                    | Morte             |
| Nome                                             | Ritratto | Nascita          | Inizio          | Termine                                                  | Morte             |
| ------------------------------------------------ | -------- | ---------------- | --------------- | -------------------------------------------------------- | ----------------- |
| Luigi XVI (Luigi Augusto di Francia)             |          | 23 agosto 1754   | 10 agosto 1792  | 21 gennaio 1793                                          | 21 gennaio 1793   |
| Luigi XVII (Luigi Carlo di Francia)              |          | 27 marzo 1785    | 21 gennaio 1793 | 8 giugno 1795                                            | 8 giugno 1795     |
| Luigi XVIII (Luigi Stanislao Saverio di Francia) |          | 17 novembre 1755 | 8 giugno 1795   | 6 aprile 1814 (restaurato re con la prima restaurazione) | 16 settembre 1824 |

### Durante i Cento Giorni (1815)
| Nome                                             | Ritratto | Nascita          | Regno         | Regno                                                      | Morte             |
| Nome                                             | Ritratto | Nascita          | Inizio        | Termine                                                    | Morte             |
| ------------------------------------------------ | -------- | ---------------- | ------------- | ---------------------------------------------------------- | ----------------- |
| Luigi XVIII (Luigi Stanislao Saverio di Francia) |          | 17 novembre 1755 | 20 marzo 1815 | 8 luglio 1815 (restaurato re con la seconda restaurazione) | 16 settembre 1824 |

### Dopo la Monarchia di Luglio (1830-1883)
| Nome                                 | Ritratto | Nascita           | Regno           | Regno           | Morte           |
| Nome                                 | Ritratto | Nascita           | Inizio          | Termine         | Morte           |
| ------------------------------------ | -------- | ----------------- | --------------- | --------------- | --------------- |
| Carlo X (Carlo Filippo di Francia)   |          | 9 ottobre 1757    | 9 agosto 1830   | 6 novembre 1836 | 6 novembre 1836 |
| Luigi XIX (Luigi Antonio di Francia) |          | 6 agosto 1775     | 6 novembre 1836 | 3 giugno 1844   | 3 giugno 1844   |
| Enrico V (Enrico di Francia)         |          | 29 settembre 1820 | 3 giugno 1844   | 24 agosto 1883  | 24 agosto 1883  |

## Pretendenti orleanisti al trono di Francia

### Principi orleanisti della casa d'Orléans (1848-1883)
| Nome                                       | Ritratto | Nascita        | Regno            | Regno          | Morte            |
| Nome                                       | Ritratto | Nascita        | Inizio           | Termine        | Morte            |
| ------------------------------------------ | -------- | -------------- | ---------------- | -------------- | ---------------- |
| Luigi Filippo I (Luigi Filippo d'Orléans)  |          | 6 ottobre 1773 | 24 febbraio 1848 | 26 agosto 1850 | 26 agosto 1850   |
| Luigi Filippo II (Luigi Filippo d'Orléans) |          | 24 agosto 1838 | 26 agosto 1850   | 24 agosto 1883 | 8 settembre 1894 |

### Principi unionisti della casa d'Orléans (dal 1883)
| Nome                                     | Ritratto | Nascita          | Regno            | Regno            | Morte            | Note |
| Filippo VII (Filippo Alberto d'Orléans)  |          | 24 agosto 1838   | 24 agosto 1883   | 8 settembre 1894 | 8 settembre 1894 | nipote di Luigi Filippo I di Francia; sposato con Maria Isabella d'Orléans fino al 24 agosto 1883 conosciuto come Luigi Filippo II |
| Filippo VIII (Filippo Roberto d'Orléans) |          | 6 febbraio 1869  | 8 settembre 1894 | 28 marzo 1926    | 28 marzo 1926    | Figlio di Filippo VII d'Orléans, conte di Parigi, e di Maria Isabella d'Orléans; sposato con Maria Dorotea d'Asburgo-Lorena |
| Giovanni III (Giovanni Piero d'Orléans)  |          | 4 settembre 1874 | 28 marzo 1926    | 25 agosto 1940   | 25 agosto 1940   | Pronipote di Luigi Filippo re dei Francesi e figlio di Roberto d'Orléans (1840-1910), duca di Chartres, e di Francesca Maria d'Orléans (1844-1925), Giovanni di Guisa è anche il genero e il cognato di due altri pretendenti della Casa d'Orléans: Filippo VII e Filippo VIII. Sposato con Isabella d'Orléans |
| Enrico VI (Enrico Roberto d'Orléans)     |          | 5 luglio 1908    | 25 agosto 1940   | 19 giugno 1999   | 19 giugno 1999   | unico figlio maschio di Giovanni, duca di Guisa (1874-1940) e di Isabella d'Orléans (1878-1961); sposato con Isabella d'Orléans-Braganza |
| Enrico VII (Enrico Filippo d'Orléans)    |          | 14 giugno 1933   | 19 giugno 1999   | 21 gennaio 2019  | 21 gennaio 2019  | Figlio di Enrico VI d'Orlèans (1908-1999) e Isabella d'Orléans-Braganza 1911-2003); sposato con Maria Teresa di Württemberg |
| Giovanni IV (Giovanni Carlo d'Orléans)   |          | 19 maggio 1965   | 21 gennaio 2019  |                  |                  | Figlio di Enrico (VII) d'Orléans e Maria Teresa di Württemberg; sposato con Maria Magdalena Philomena Juliana Johanna de Tornos y Steinhart |

## Pretendenti neo-legittimisti al trono di Francia e Navarra dal ramo d'Angiò (dal 1883)
La morte del "Conte di Chambord" nel 1883 creò un punto di svolta nella questione dinastica in Francia. In effetti, l'ultimo Borbone diretto morì e la maggior parte dei vecchi legittimisti si fusero nel movimento orleanista (conosciuto dopo il 1883 come "movimento unionista") sostenendo la "candidatura" del Conte di Parigi al trono di Francia.
Altri, mettendo da parte il trattato di Utrecht (1713) - che rimosse tutti i discendenti del re di Spagna alla corona della Francia - e basandosi su un principio di rigida applicazione delle leggi fondamentali e, soprattutto, non ammettendo l'esclusione dei principi diventati stranieri e i loro discendenti del trono di Francia, sostennero il diretto discendente maschio di Filippo V di Spagna, Giovanni di Borbone (1822-1887).
I principi che pretendono il trono di Francia e Navarra fino ad oggi sono tutti membri della casata di Borbone-Angiò cioè Borbone di Spagna, il ramo della casa borbonica divenuto aînéedopo il 1883.
| Nome                                                  | Ritratto | Nascita           | Regno             | Regno             | Morte             | Note |
| Nome                                                  | Ritratto | Nascita           | Inizio            | Termine           | Morte             | Note |
| ----------------------------------------------------- | -------- | ----------------- | ----------------- | ----------------- | ----------------- | --- |
| Giovanni III (Giovanni Carlo di Borbone-Spagna)       |          | 15 maggio 1822    | 24 agosto 1883    | 18 novembre 1887  | 18 novembre 1887  | figlio di Infante Carlo, conte di Molina e Maria Francesca di Portogallo; sposato con Maria Beatrice d'Austria-Este |
| Carlo XI (Carlo Maria di Borbone-Spagna)              |          | 30 marzo 1848     | 18 novembre 1887  | 18 luglio 1909    | 18 luglio 1909    | figlio di Giovanni, conte di Montizón (Giovanni III) e Maria Beatrice d'Austria-Este; sposato in prime nozze con Margherita di Borbone-Parma e in seconde nozze con Marie-Berthe de Rohan                                       |
| Giacomo I (Giacomo Pio di Borbone-Spagna)             |          | 27 giugno 1870    | 18 luglio 1909    | 2 ottobre 1931    | 2 ottobre 1931    | figlio di Carlo Maria di Borbone-Spagna e Margherita di Borbone-Parma; non sposato |
| Carlo XII (Alfonso Carlo di Borbone-Spagna)           |          | 12 settembre 1849 | 2 ottobre 1931    | 29 settembre 1936 | 29 settembre 1936 | zio di Giacomo I; figlio di Giovanni, conte di Montizón (Giovanni III) e Maria Beatrice d'Austria-Este; sposato con Infanta Maria della Nevi di Portogallo                                                                      |
| Alfonso I (Alfonso Leone di Borbone-Spagna)           |          | 17 maggio 1886    | 29 settembre 1936 | 28 febbraio 1941  | 28 febbraio 1941  | figlio di Alfonso XII di Spagna e Maria Cristina d'Austria; sposato con Vittoria Eugenia di Battenberg |
| Enrico VI (Giacomo Leopoldo Enrico di Borbone-Spagna) |          | 23 giugno 1908    | 28 febbraio 1941  | 20 marzo 1975     | 20 marzo 1975     | figlio di Alfonso XIII di Spagna (Alfonso I ) e Vittoria Eugenia di Battenberg; sposato in prime nozze con Emanuela di Dampierre (dal 1935 al 1947) e in seconde nozze con Charlotte Luise Auguste Tiedemann (dal 1949 al 1975) |
| Alfonso II (Alfonso Giacomo di Borbone-Spagna)        |          | 20 aprile 1936    | 20 marzo 1975     | 30 gennaio 1989   | 30 gennaio 1989   | figlio di Giacomo Enrico, duca di Segovia (Enrico VI) e Donna Emanuela di Dampierre; sposato con María del Carmen Martínez-Bordiú y Franco                                                                                      |
| Luigi XX (Luigi Alfonso di Borbone-Spagna)            |          | 25 aprile 1974    | 30 gennaio 1989   | in carica         | —                 | figlio di Alfonso di Borbone, duca d'Angio e Cadice (Alfonso II) e María del Carmen Martínez-Bordiú y Franco; sposato con Maria Margherita, duchessa d'Angiò                                                                    |

## Pretendenti bonapartisti al trono imperiale di Francia

### Dall'abdicazione di Napoleone I al Secondo Impero (1814-1852)
| Nome                                            | Ritratto       | Nascita          | Regno          | Regno                                               | Morte          | Note |
| Nome                                            | Ritratto       | Nascita          | Inizio         | Termine                                             | Morte          | Note |
| ----------------------------------------------- | -------------- | ---------------- | -------------- | --------------------------------------------------- | -------------- | --- |
| Napoleone I (Napoleone Bonaparte)               |                | 15 agosto 1769   | 6 aprile 1814  | 20 marzo 1815 (ridivenuto imperatore)               | 5 maggio 1821  | figlio di Avvocato Carlo Maria Buonaparte e Maria Letizia Ramolino; sposato in prime nozze con Giuseppina di Beauharnais e in seconde nozze con Maria Luisa d'Austria |
| Napoleone I (Napoleone Bonaparte)               | 22 giugno 1815 | 15 agosto 1769   | 5 maggio 1821  | 5 maggio 1821                                       |                | figlio di Avvocato Carlo Maria Buonaparte e Maria Letizia Ramolino; sposato in prime nozze con Giuseppina di Beauharnais e in seconde nozze con Maria Luisa d'Austria |
| Napoleone II (Napoleone Francesco Bonaparte)    |                | 20 marzo 1811    | 5 maggio 1821  | 22 luglio 1832                                      | 22 luglio 1832 | figlio di Napoleone I e Maria Luisa d'Austria |
| Giuseppe (Giuseppe Bonaparte)                   |                | 7 gennaio 1768   | 22 luglio 1832 | 28 luglio 1844                                      | 28 luglio 1844 | fratello maggiore di Napoleone I; sposato con Giulia Clary |
| Luigi (Luigi Bonaparte)                         |                | 5 settembre 1778 | 28 luglio 1844 | 25 luglio 1846                                      | 25 luglio 1846 | fratello minore di Napoleone I e Giuseppe; sposato con Ortensia di Beauharnais                                                                                        |
| Napoleone III (Carlo Luigi Napoleone Bonaparte) |                | 20 aprile 1808   | 25 luglio 1846 | 2 dicembre 1852 (divenuto ufficialmente imperatore) | 9 gennaio 1873 | figlio di Luigi Bonaparte e Ortensia di Beauharnais; sposato con Eugenia de Montijo                                                                                   |

### Dalla fine del Secondo Impero (dal 1870)
| Nome                                                       | Ritratto | Nascita         | Regno            | Regno          | Morte          | Note |
| Nome                                                       | Ritratto | Nascita         | Inizio           | Termine        | Morte          | Note |
| ---------------------------------------------------------- | -------- | --------------- | ---------------- | -------------- | -------------- | --- |
| Napoleone III (Carlo Luigi Napoleone Bonaparte)            |          | 20 aprile 1808  | 4 settembre 1870 | 9 gennaio 1873 | 9 gennaio 1873 | figlio di Luigi Bonaparte e Ortensia di Beauharnais; sposato con Eugenia de Montijo |
| Napoleone IV (Napoleone Eugenio Luigi Bonaparte)           |          | 16 marzo 1856   | 9 gennaio 1873   | 1 giugno 1879  | 1 giugno 1879  | figlio di Napoleone III e Eugenia de Montijo; |
| Napoleone V (Napoleone Vittorio Bonaparte)                 |          | 18 luglio 1862  | 1 giugno 1879    | 3 maggio 1926  | 3 maggio 1926  | nipote di Girolamo Bonaparte; figlio di Napoleone Giuseppe Carlo Bonaparte, detto Gerolamo (Jérôme) oppure Plon Plon e Maria Clotilde di Savoia; con il padre, la pretesa al trono imperiale francese fu disputata dal 1879 al 1891, anno della morte del padre; sposato con Clementina del Belgio. |
| Napoleone VI (Luigi Girolamo Vittorio Napoleone Bonaparte) |          | 23 gennaio 1914 | 3 maggio 1926    | 3 maggio 1997  | 3 maggio 1997  | figlio di Napoleone V e Clementina del Belgio; sposato con Alix de Foresta |
| Napoleone VII (Giovanni Cristoforo Napoleone Bonaparte)    |          | 11 luglio 1986  | 3 maggio 1997    | in carica      | —              | nipote di Napoleone VI; figlio di Carlo Napoleone (1950-vivente) e Beatrice di Borbone-Due Sicilie. La pretesa al trono imperiale nonché di capo della Casa dei Bonaparte è tuttora disputato tra Carlo Napoleone e il figlio Giovanni Cristoforo Bonaparte, Principe Napoleone VII.                |